# جون ر. كروز
جون ر. كروز (بالإنجليزية: John R. Crews)‏ هو عسكري أمريكي، ولد في 8 مارس 1923 في مقاطعة ماكورتاين في الولايات المتحدة، وتوفي في 25 سبتمبر 1999.